# Крутящий момент (фильм)
«Крутящий момент» (англ. «Torque») — боевик 2004 года о бандах байкеров и гонщиков.
Премьера фильма состоялась 14 января 2004 года.

## Сюжет
Вернувшись в родной город к любимой девушке, байкер Кери Форд оказывается в западне: против него фабрикуют уголовное дело об убийстве и краже мотоциклов. Форд становится мишенью агрессивных выпадов со стороны брата жертвы, ослеплённого идеей отмщения, объектом преследования агентов ФБР и главного наркоторговца, у которого он украл мотоциклы с наркотиками в бензобаках.
Кери Форд во что бы то ни стало намерен восстановить своё доброе имя и выследить преступников…

## В ролях
- Мартин Хендерсон — Кери Форд
- Айс Кьюб — Трэй
- Моне Мазур — Шэйн
- Адам Скотт — Агент МакФерсон
- Мэтт Шульц — Генри Джеймс
- Уилл Юн Ли — Вэл
- Джейми Прессли — Чайна
- Макс Бисли — Лютер
- Кристина Милиан — Нина
- Джей Эрнандес — Дэлтон
- Фэйзион Лав — Сони
- Фредро Старр — Джуниор Уэллонс
- Джастина Макхадо — Агент Хендерсон